# Zwischen Rhein und Weser
Zwischen Rhein und Weser war eine Hörfunk-Informationssendung auf WDR 2. Sie wurde von Werner Höfer konzipiert und erstmals am 30. April 1950 abends auf der Senderkette UKW-West des NWDR ausgestrahlt. Es war eine der ersten Sendungen die auf dem zweiten Programm vom NWDR liefen. Zu den frühen Reportern und Redakteuren der Sendung zählte Walter Erasmy, der 1957 zur Gründungsredaktion des regionalen Nachrichtenmagazins Hier und Heute gehörte und später dessen Chefredakteur war.
Die Sendung wandelte sich von einem reinen regionalen Magazin zu einer Sendung, die auch die Themen aus dem Lande abbildete.
Von März 2005 bis März 2011 wurde die Sendung im Studio in Dortmund produziert. Sie lief in der Zeit werktags von 15:05 bis 18:00 Uhr, Zielgruppe waren unter anderem Berufstätige auf der Heimfahrt. Unterbrochen wurde die Sendung von Nachrichten aus aller Welt (zur vollen Stunde) und aus den Regionalstudios des WDR (zur halben Stunde). Ab Januar 2013 war sie Bestandteil der Sendung Mit WDR 2 in den Feierabend.
Die ehemaligen Moderatoren von Zwischen Rhein und Weser Cathrin Brackmann und Heike Knispel (beide WDR 4) und Kerstin Hermes (Radio Eins) haben WDR 2 verlassen. Mit der Programmreform 2017 wurde das Magazin zum 29. Mai 2017 nach 67 Jahren eingestellt.